# Храм Святой Варвары (Крефельд)
Церковь святой великомученицы Варвары (нем. Gemeinde der Hl. Großmärtyrerin Barbara) — православный храм в городе Крефельд, федеральная земля Северный Рейн-Вестфалия, Германия. Принадлежит Берлинской и Германской епархии Русской православной церкви. Православный приход с 2016 года расположен в здании бывшего католического храма святого Франциска Ассизского, построенного в 1959—1960 годах.

## Церковное здание
Первый храм в честь Франциска Ассизского был построен в Виландштрассе в Крефельде в 1927 году. Строительство длилось один год. Храм вмещал 750 человек. Во время бомбардировки 22 июня 1943 года здание было разрушено. Новый храм был построен в 1948 году. Скоро он стал мал для большого числа верующих, и в 1959 году началось строительство нынешнего храма, завершившееся через год. 27 ноября 1960 года храм был освящён.
Архитектор Штефан Лойер (г. Кёльн) спроектировал необычное здание: четыре круга пересекаются в виде листьев клевера, образуя крест. Благодаря этому в храме весьма благоприятная акустика. Особенностью строения являются 226 квадратных цветных окон, обеспечивающие внутри интересное освещение. В храме имелись сидячие места для 200 человек.
Храм дважды ремонтировался — в 1976 и 1990 годах. 
Колокольня расположена отдельно от храма. Пять бронзовых колоколов (ре — фа — соль — ля — си-бемоль) имеют маятники для компенсации вибрации; самый большой колокол весит 1,75 т.

## Приход

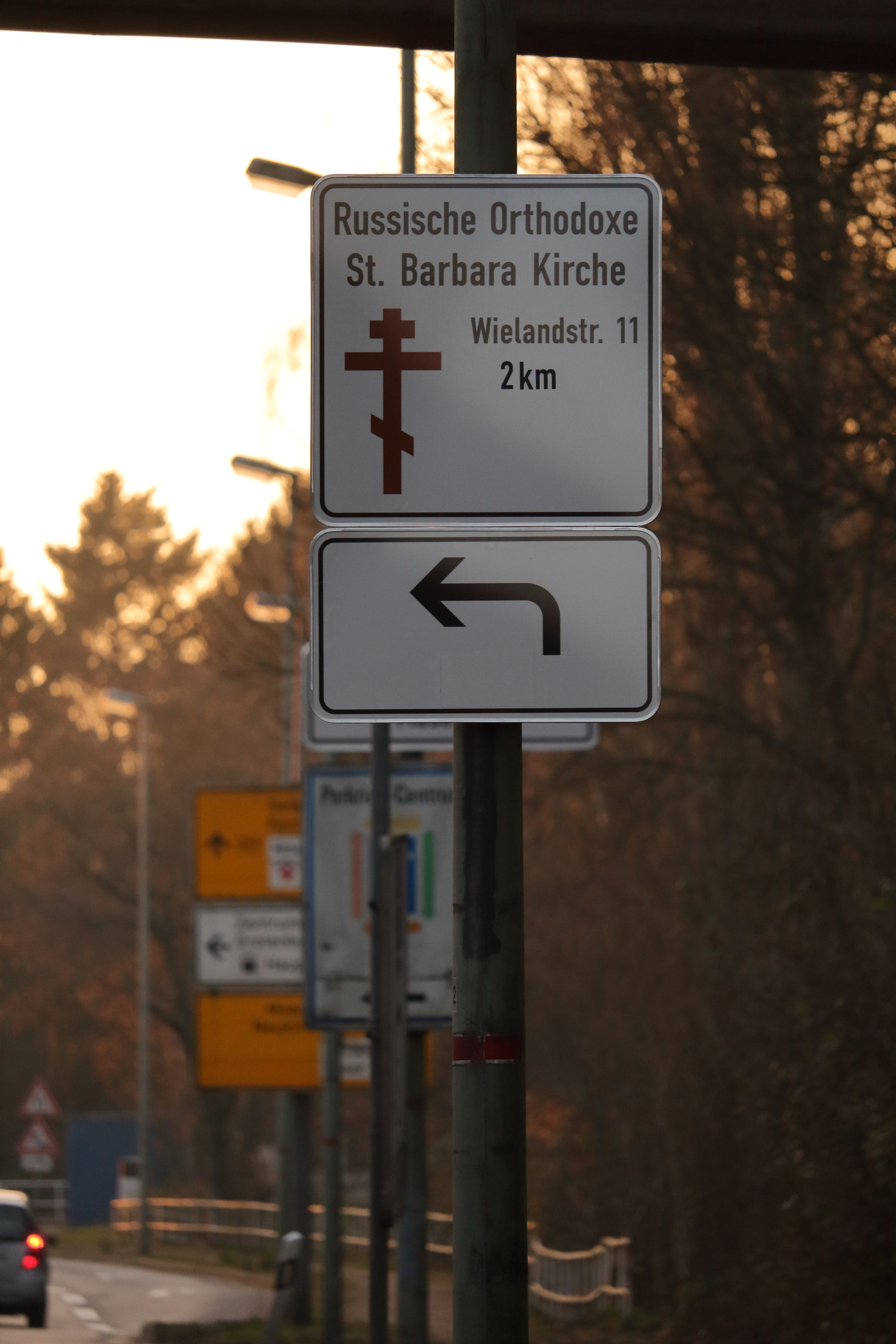
Указатель.

27 октября 2012 года по благословению архиепископа Берлинского и Германского Феофана (Галинского) диакон Алексий Веселов служил обедницу в приходском доме Либфрауенкирхе в Крефельде. Это было первое богослужение в истории общины. С того времени диакон Алексий проводил богослужения дважды в месяц по субботам в здании католического прихода Пресвятой Девы Марии по адресу: Gemeindesaal im Pfarrheim der Liebfrauenkirche, Hofstraße 2, 47798 Krefeld. Но у общины ещё не было своего священника, поэтому не было возможности проводить литургию, исповедоваться и причащаться. Данная православная община стала третьей в Крефельде, — до этого здесь уже существовали греческая церковь на Штальдорфе и украинская церковь в Трааре
25 февраля 2013 года епархиальный совет Берлинско-Германской епархии оформил приход как общину святой великомученицы Варвары. Эта святая была выбрана потому, что она считается покровительницей Нижнего Рейна, в котором расположен Крефельд. Город возник на месте добычи угля, и шахтёры верили, что по молитвам святой Варвары Господь хранит их от внезапной смерти. До сих пор изображения святой можно видеть здесь при входе в угольные шахты.
9 ноября 2013 года архиепископ Клинский Лонгин (Талыпин) возглавил Божественную литургию в новообразованном русском приходе. Владыке сослужили уже на тот момент священник Алексий Веселов и клирики ставропигиального Покровского прихода города Дюссельдорфа. В конце литургии владыка передал в дар приходу напрестольное Евангелие, напрестольный крест и воздух с покровцами.
Вследствие быстрого роста общины, объединявшей верующих северной части Нижнего Рейна, помещение на Хофштрассе 2, где проходили богослужения, стало слишком мало. Тогда католическая община Святого Духа предложила православным приобрести церковь святого Франциска. Был объявлен сбор средств по всей Германии, и через два года стала возможной покупка здания.
Договор о покупке католического храма Франциска Ассизского подписан 23 мая 2016 года. Треть суммы, собранная за счёт частных пожертвований, передана продавцу сразу при покупке. Для погашения оставшейся суммы приход взял кредит, который будет выплачиваться в течение следующих 13 лет.
Первая православная божественная литургия в храме состоялась 2 июля 2016 года. 10 июля в здании последний раз служили католики, после чего храм полностью перешёл в распоряжение православной общины вместе с прилегающей территорией, колокольней и приходским домом. Скамейки были убраны, так как Русской православной церкви принято стоять за богослужением. Архитектуру храма при этом решено было сохранить.
17 декабря того же года в приходе в первый раз после приобретения храма отметили престольный праздник, богослужение совершили 10 священников и 2 диакона.
13 октября 2018 года состоялось великое освящение первого русского православного храма в г. Крефельд. Чин великого освящения, а также первую Божественную литургию в новоосвящённом храме совершил архиепископ Подольский Тихон, управляющий Берлинско-Германской епархией.